# هانس أندرسن
هانس أندرسن (بالدنماركية: Hans Andersen)‏ هو لاعب كرة قدم دنماركي في مركز الوسط، ولد في 12 مارس 1939. لعب مع Køge Boldklub ‏.